# Мушнянський заказник
Мушня́нський зака́зник — ботанічний заказник місцевого значення в Україні. Розташований у межах Сарненського району Рівненської області, на північ від села Мушні. 
Площа 2018 га. Статус присвоєно згідно з рішенням Рівненського облвиконкому від 22.11.1983 року № 343 (зі змінами рішення облвиконкому № 98 від 18.06.1991 року). Перебуває у віданні ДП «Остківський лісгосп» (Мушнянське л-во, кв. 2-4, 6-16, 19, 20, 23, 24, 27, 28, 35, 36). 
Статус присвоєно для збереження частини лісо-болотного масиву. На підвищених ділянках у деревостані переважають насадження сосни і берези.